# دهستان اوچ‌هاچا
دهستان اوچ‌هاچا یکی از دهستان‌های استان آذربایجان شرقی است که در بخش مرکزی شهرستان اهر واقع شده‌است.